# Kraniá Elassónas
Kraniá Elassónas är en ort i Grekland.   Den ligger i prefekturen Nomós Larísis och regionen Thessalien, i den centrala delen av landet, 260 km nordväst om huvudstaden Aten. Kraniá Elassónas ligger 768 meter över havet och antalet invånare är 2 936.
Terrängen runt Kraniá Elassónas är kuperad. Runt Kraniá Elassónas är det ganska glesbefolkat, med 36 invånare per kvadratkilometer. Närmaste större samhälle är Elassóna, 19,6 km öster om Kraniá Elassónas. 